# Tiên Phong, Ba Vì
Tiên Phong là một xã thuộc huyện Ba Vì, thành phố Hà Nội, Việt Nam.

## Vị trí địa lý

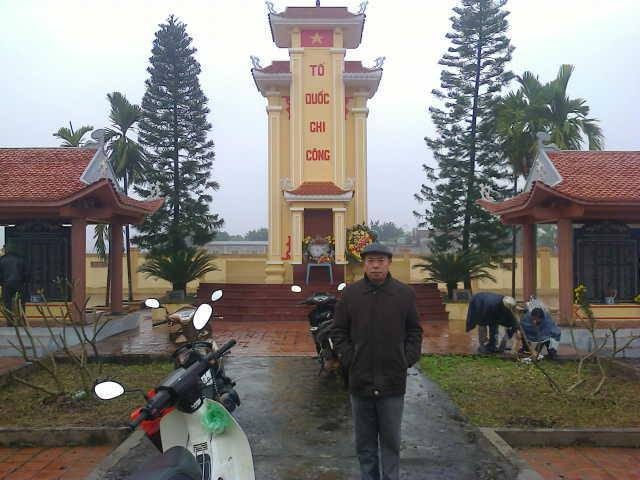
Nghĩa trang xã Tiên Phong.

Xã Tiên Phong là một xã nằm phía Đông Nam huyện Ba Vì, thuộc vùng bán sơn địa có dòng sông tích chảy qua.
Phía đông giáp xã Cam Thượng.
Phía Tây giáp xã Tây Đằng.
Phía Nam giáp xã Thụy An.
Phía Bắc giáp xã Đông Quang và Chu Minh.
Xã có tổng diện tích đất tự nhiên 8,7 km². Dân số có 7.581 nhân khẩu.

## Lịch sử
Xã Tiên Phong được thành lập 1947 trên cơ sở hợp nhất các cá thôn thang Lung, Vịnh Huế, Bằng Lung, Kiem Bí, là phía Tây Giáp tây đằng,phía Nam giáp Thụy an, Phía Đông Giáp xã Cam Thương,Phía Băc Giáp Xã Chu Minh,Đông Quang.Địa Ly nửa Trung Du Nửa Đông Bằng.Có Năm Thôn,Tahnh Lung, Vịnh Huế, Băng Lung,Kim Bí. dân tộc Kinh
Đường bộ: có quốc lộ 32 chạy qua là danh giới Giữ Đông quang và tiên phong và chạy tới thị trấn Tây Đằng, nối Sơn Tây với Hưng Hóa tỉnh Phú Thọ và đi các tỉnh vùng Tây Bắc Bắc Bộ. Trên quốc lộ này, đoạn cuối tại xã Thái Hòa, có cầu Trung Hà, bắc qua sông Đà.
Đường thủy: sông Tích. 